# Iredaleoconcha
Iredaleoconcha är ett släkte av snäckor. Iredaleoconcha ingår i familjen Helicarionidae.
Kladogram enligt Catalogue of Life:
| Iredaleoconcha | \| \| Iredaleoconcha caloraphe \| \| \| \| \| \| Iredaleoconcha inopina \| \| \| \| |
|                | \| \| Iredaleoconcha caloraphe \| \| \| \| \| \| Iredaleoconcha inopina \| \| \| \| |
|                | Iredaleoconcha caloraphe                                                            |
|                |                                                                                     |
|                | Iredaleoconcha inopina                                                              |
|                |                                                                                     |